# Borgen på Kyrkåsberget

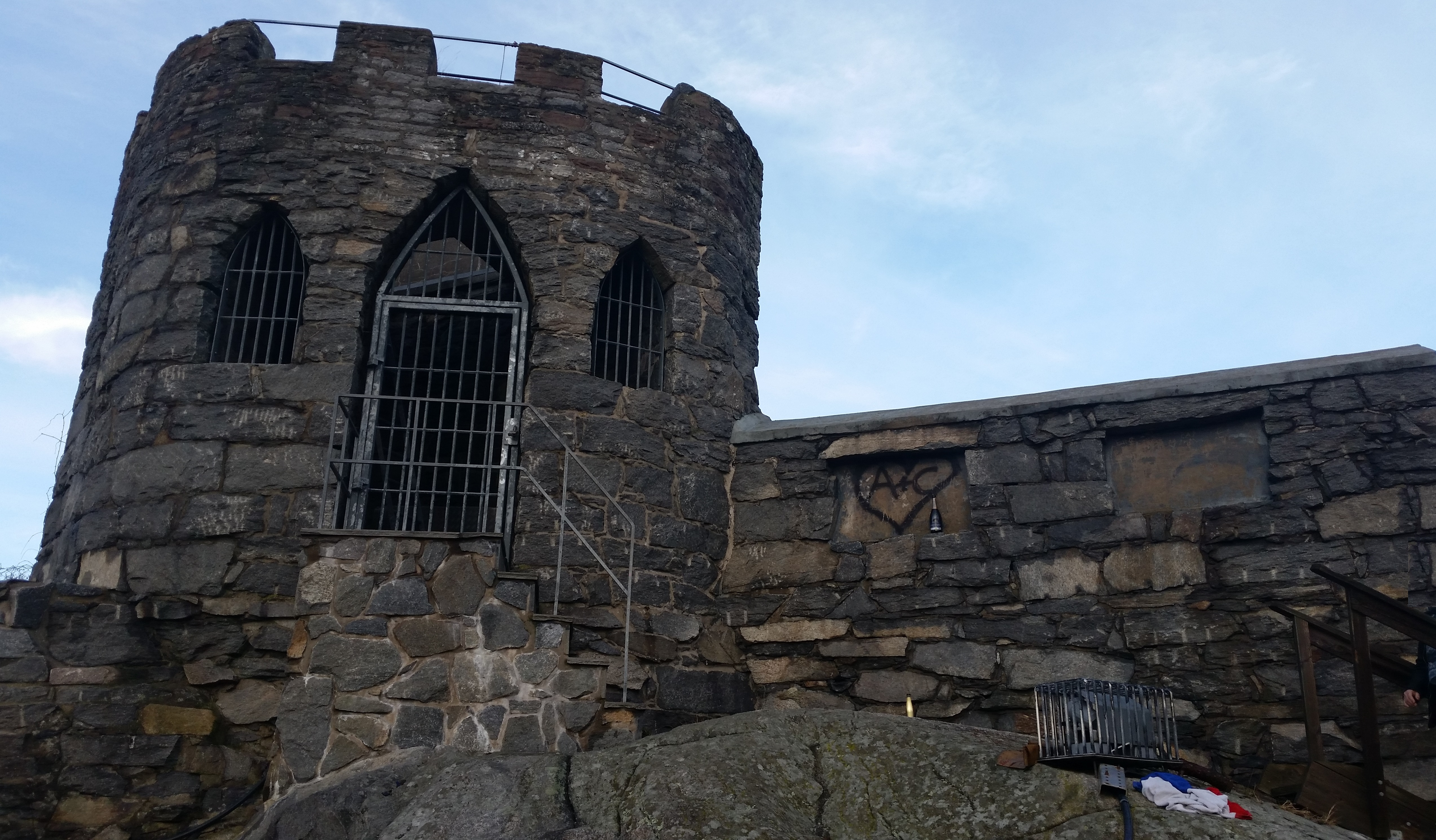
Borgkulissens södra fasad i Partille

Utsiktstornet på Kyrkåsberget, är en borgkuliss i området Paradiset i Partille. Den är synlig över hela Partille, och även från motorvägen som passerar genom samhället.

## Bakgrund
Utsiktstornet som ser ut som en borgruin byggdes av industrimannen Ernst Harbeck d.ä. runt 1910. Familjen bodde vid bergets fot och en trappa ledde upp till bergets krön. Sonen Ernst Harbeck d.y. byggde 1914–1918 närliggande pampiga Villa Porthälla vilken är den som egentligen kallas ”Borgen” i folkmun. 